# Chartocythere tramontanoi
Chartocythere tramontanoi is een mosselkreeftjessoort uit de familie van de Leptocytheridae. De wetenschappelijke naam van de soort is voor het eerst geldig gepubliceerd in 1990 door Bonaduce, Russo & Barra.